# Лескенский район
Леске́нский райо́н — административно-территориальная единица и муниципальное образование (муниципальный район) в составе Кабардино-Балкарской Республики Российской Федерации.
Административный центр — село Анзорей.

## География
Лескенский район находится в юго-восточной части Кабардино-Балкарской Республики и граничит с землями: Черекского района на юго-западе, Урванского района на западе, Майского района на северо-востоке, а также с тремя муниципальными районами Республики Северная Осетия — Алания на юге и востоке. Площадь территории района составляет 523,1 км².
Район по характеру рельефа делится на две зоны: предгорную и горную. Основная часть района расположена в предгорной зоне республики, южная часть в горной зоне. Через район параллельно друг другу проходят — Пастбищный, Лесистый и Скалистый хребты, а также их многочисленные отроги. Средние высоты на территории Лескенского район колеблются в пределах 450—900 метров. Наивысшей точкой района является гора Хазнибаши (3 102 м).
Территория района пересечена долинами рек Урух, Лескен, Аргудан, Шекер и их притоками и рукавами.

## История
Лескенский район первоначально был образован постановлением Президиума ВЦИК от 29 декабря 1937 года из Урухского, Калежского, Старо-Урухского, Озрекского, Старо-Лескенского, Лескенского II, Ерокковского и Аргуданского сельсоветов Урванского района.
20 декабря 1962 года Президиум Верховного Совета Кабардино-Балкарской АССР принял Постановление «Об образовании на территории КБАССР сельских районов», в соответствии с которым Лескенский район был упразднён и обратно передан в состав Урванского района.
8 августа 2003 года Парламент КБР принял Постановление № 672-П-П «Об образовании нового района Кабардино-Балкарской Республики» — Лескенский, с административным центром в селе Анзорей.

## Население
| 2010    | 2011    | 2012    | 2013    | 2014    | 2015    | 2016    | 2017    | 2018    | 2019    |
| ------- | ------- | ------- | ------- | ------- | ------- | ------- | ------- | ------- | ------- |
| 27 840  | ↗27 913 | ↗28 135 | ↗28 485 | ↗28 644 | ↗28 745 | ↗28 981 | ↗29 289 | ↗29 435 | ↗29 612 |
| 2020    | 2021    | 2023    | 2024    | 2025    |         |         |         |         |         |
| ↗29 844 | ↗30 763 | ↗31 017 | ↗31 306 | ↗31 612 |         |         |         |         |         |

### Национальный состав
По итогам переписи населения 2020 года проживали следующие национальности (национальности менее 1 % и другое, см. в сноске к строке «Другие»):
| Национальность | Численность, чел. | Доля     |
| -------------- | ----------------- | -------- |
| Кабардинцы     | 27 040            | 87,90 %  |
| Осетины        | 1497              | 4,87 %   |
| Черкесы        | 860               | 2,80 %   |
| Балкарцы       | 780               | 2,54 %   |
| Другие         | 586               | 1,89 %   |
| Итого          | 30 763            | 100,00 % |

Половозрастной состав
По данным Всероссийской переписи населения 2010 года:
| Возраст     | Мужчины, чел. | Женщины, чел. | Общая численность, чел. | Доля от всего населения, % |
| ----------- | ------------- | ------------- | ----------------------- | -------------------------- |
| 0 — 14 лет  | 2 953         | 2 834         | 5 787                   | 20,79 %                    |
| 15 — 59 лет | 9 096         | 9 376         | 18 472                  | 66,35 %                    |
| от 60 лет   | 1 351         | 2 230         | 3 581                   | 12,86 %                    |
| Всего       | 13 400        | 14 440        | 27 840                  | 100,0 %                    |

Мужчины — 13 400 чел. (48,1 %). Женщины — 14 440 чел. (51,9 %).
Средний возраст населения — 34,2 лет. Средний возраст мужчин — 32,8 лет. Средний возраст женщин — 35,5 лет.
Медианный возраст населения — 31,1 лет. Медианный возраст мужчин — 30,1 лет. Медианный возраст женщин — 32,0 лет.

## Муниципальное устройство
В Лескенский муниципальный район входят 9 муниципальных образований со статусом сельского поселения:
| № | Сельское поселение | Административный центр | Количество населённых пунктов | Население | Площадь, км² |
| - | ------------------ | ---------------------- | ----------------------------- | --------- | ------------ |
| 1 | Анзорей            | село Анзорей           | 1                             | ↗7972     | 43,02        |
| 2 | Аргудан            | село Аргудан           | 1                             | ↗9099     | 75,90        |
| 3 | Верхний Лескен     | село Верхний Лескен    | 1                             | ↗175      | 8,60         |
| 4 | Второй Лескен      | село Второй Лескен     | 1                             | ↗2535     | 23,05        |
| 5 | Ерокко             | село Ерокко            | 1                             | ↗923      | 8,10         |
| 6 | Озрек              | село Озрек             | 1                             | ↗1567     | 23,73        |
| 7 | Ташлы-Тала         | село Ташлы-Тала        | 1                             | ↗752      | 20,53        |
| 8 | Урух               | село Урух              | 1                             | ↗4601     | 50,84        |
| 9 | Хатуей             | село Хатуей            | 1                             | ↗3988     | 51,64        |

## Населённые пункты
Распределение населения района
 с. Аргудан (28,78 %) с. Анзорей (25,22 %) с. Урух (14,55 %) с. Хатуей (12,62 %) с. Второй Лескен (8,02 %) Остальные (10,81 %)
В Лескенском районе 9 населённых пунктов.
| № | Населённый пункт | Тип  | Население | Сельское поселение |
| - | ---------------- | ---- | --------- | ------------------ |
| 1 | Анзорей          | село | ↗7972     | Анзорей            |
| 2 | Аргудан          | село | ↗9099     | Аргудан            |
| 3 | Верхний Лескен   | село | ↗175      | Верхний Лескен     |
| 4 | Второй Лескен    | село | ↗2535     | Второй Лескен      |
| 5 | Ерокко           | село | ↗923      | Ерокко             |
| 6 | Озрек            | село | ↗1567     | Озрек              |
| 7 | Ташлы-Тала       | село | ↗752      | Ташлы-Тала         |
| 8 | Урух             | село | ↗4601     | Урух               |
| 9 | Хатуей           | село | ↗3988     | Хатуей             |

## Органы местного самоуправления
Структуру органов местного самоуправления муниципального образования составляют:
1. Совет местного самоуправления Лескенского муниципального района — выборный представительный орган района;
2. Председатель Совета местного самоуправления Лескенского муниципального района — высшее должностное лицо района;
3. Местная администрация Лескенского муниципального района — исполнительно-распорядительный орган района;
4. Глава местной администрации Лескенского муниципального района — глава исполнительной власти в районе.

Председатель Совета местного самоуправления
- Сабанчиев Аскерби Хасанбиевич (с 30 сентября 2021 года)

Глава местной (районной) администрации
- Инжижоков Сафарби Мухамедович (с 11 октября 2016 года)

Адрес администрации Лескенского муниципального района: село Анзорей, ул. Шинахова, д. 1а.

## Экономика
Крупная промышленность района представлена одним спирто-дрожжевым заводом и семью перерабатывающими предприятиями, пять из которых являются сезонными. Основным направлением в сельском хозяйстве является растениеводство. Также развито крупное и мелкое животноводство. Развита система арендного пользования сельскохозяйственной землёй.

## Транспорт
Транспортное сообщение представлено сетью федеральных, республиканских и внутрирайонных дорог. Железнодорожного сообщения в районе нет.
Через район проходит федеральная автотрасса «Кавказ» Р-217, а также автодороги регионального значения: «Анзорей — Зори Кавказа» 83К-009 и «Аргудан — Терек» 83К-024.
Все населённые пункты района имеют налаженное рейсовое сообщение с районным центром, а также городами Нальчик и Нарткала. Районный центр (село Анзорей) расположен в 35 км к юго-востоку от столицы республики — города Нальчик.

## Средства массовой информации
- Издаётся районная газета «Лескенская газета»[26][27], тиражируемая на территории района и освящающая события, происходящие в нём. Выпускается два раза в неделю.
- Официальный сайт администрации муниципального района.
- Официальные страницы администрации муниципального района в популярный социальных сетях.